# Jaroslav Krupička
Jaroslav Krupička, po emigraci uváděný také jako Jarda Krupicka (* 15. března 1946 Havlíčkův Brod) je bývalý český hokejový útočník. V roce 1969 emigroval do Švýcarska. V roce 1974 pomáhal při emigraci Richardu Fardovi a Václavu Nedomanskému.

## Hokejová kariéra
V československé lize hrál za CHZ Litvínov. Za Litvínov nastoupil ve 26 ligových utkáních, dal 5 gólů a měl 3 asistence. V roce 1969 emigroval a po zákazu startu na 18 měsíců hrál 2 sezóny ve švýcarské lize za EHC Kloten. V roce 1972 hrál v Kanadě v nově vzniklé WHA za tým Los Angeles Sharks, ale po startu sezóny byl brzy vyměněn do týmu New York Raiders. Po jedné sezóně se vrátil do švýcarské ligy, kde hrál za SC Bern a HC Sierre.

## Klubové statistiky
| Sezona    | Klub                 | Soutěž            | Základní část | Základní část | Základní část | Základní část | Základní část | Play off | Play off | Play off | Play off | Play off |
| Sezona    | Klub                 | Soutěž            | Z             | G             | A             | B             | TM            | Z        | G        | A        | B        | TM       |
| --------- | -------------------- | ----------------- | ------------- | ------------- | ------------- | ------------- | ------------- | -------- | -------- | -------- | -------- | -------- |
| 1965/1966 | VTJ Dukla Litoměřice | 2. liga           | -             | -             | -             | -             | -             | -        | -        | -        | -        | -        |
| 1966/1967 | VTJ Dukla Litoměřice | 2. liga           | -             | -             | -             | -             | -             | -        | -        | -        | -        | -        |
| 1968/1969 | CHZ Litvínov         | 1. liga           | 26            | 5             | 3             | 8             | -             | -        | -        | -        | -        | -        |
| 1970/1971 | EHC Kloten           | 1. švýcarská liga | -             | -             | -             | -             | -             | -        | -        | -        | -        | -        |
| 1971/1972 | EHC Kloten           | 1. švýcarská liga | -             | -             | -             | -             | -             | -        | -        | -        | -        | -        |
| 1972/1973 | Los Angeles Sharks   | WHA               | 6             | 1             | 0             | 1             | 2             | -        | -        | -        | -        | -        |
| 1972/1973 | New York Raiders     | WHA               | 30            | 1             | 2             | 3             | 4             | -        | -        | -        | -        | -        |
| 1972/1973 | Greensboro Generals  | EHL               | 19            | 6             | 11            | 17            | 30            | 4        | 0        | 2        | 2        | 0        |
| 1973/1974 | SC Bern              | 1. švýcarská liga | -             | -             | -             | -             | -             | -        | -        | -        | -        | -        |
| 1974/1975 | SC Bern              | 1. švýcarská liga | -             | -             | -             | -             | -             | -        | -        | -        | -        | -        |
| 1975/1976 | SC Bern              | 1. švýcarská liga | -             | -             | -             | -             | -             | -        | -        | -        | -        | -        |
| 1976/1977 | SC Bern              | 1. švýcarská liga | -             | -             | -             | -             | -             | -        | -        | -        | -        | -        |
| 1977/1978 | SC Bern              | 1. švýcarská liga | -             | -             | -             | -             | -             | -        | -        | -        | -        | -        |
| 1977/1978 | HC Servette Ženeva   | 2. švýcarská liga | -             | -             | -             | -             | -             | -        | -        | -        | -        | -        |
| 1978/1979 | HC Sierre            | 1. švýcarská liga | -             | -             | -             | -             | -             | -        | -        | -        | -        | -        |
| 1979/1980 | HC Sierre            | 2. švýcarská liga | 27            | 10            | 17            | 27            | -             | -        | -        | -        | -        | -        |